# Sławkowo (województwo zachodniopomorskie)
Sławkowo – osada leśna w Polsce położona w województwie zachodniopomorskim, w powiecie świdwińskim, w gminie Sławoborze. Obecnie niezamieszkała.
W latach 1975–1998 miejscowość administracyjnie należała do województwa koszalińskiego.